# Dietrich Wagner (Amtmann)
Dietrich Wagner, zeitgenössisch in Eigenschreibung auch Diederich Wagener, (* 1609; † 12. November 1668) war ein braunschweig-lüneburgischer Amtmann des Klosters Walkenried. Er ist der Stammvater der Adelsgeschlechts von Carlsburg.

## Leben
Nach innerfamiliärer Überlieferung soll er im Westfälischen geboren worden sein und 1641 als Hofmeister im Dienst des Grafen von Hohenstein-Sayn nachweisbar sein. Daneben soll er als Amtmann im Amt Lohra eingesetzt worden sein. Später wechselte er als Amtmann nach Walkenried.
Am 3. Dezember 1655 erwarb er vom Halberstädter Domherren Ludwig von Bieren für 6000 Reichstaler das Rittergut in Sundhausen, die spätere Carlsburg. Dadurch verschuldete er sich enorm und hatte die letzten Lebensjahre mit der langwierigen Zahlung der Kaufsumme und angewachsenen Schulden zu tun.
Er starb im Alter von 59 Jahren und wurde standesgemäß in einem Erbbegräbnis unter dem Turm der evangelischen Kirche in Sundhausen beigesetzt.

## Familie
Dietrich Wagner war verheiratet mit Anna von Eldingen und in zweiter Ehe mit Anna Sophie Schönebeck. Aus seiner ersten Ehe gingen zwei Söhne und zwei Töchter hervor, darunter Bodo Dietrich Wagner, der im Jahre 1659 geboren wurde und 1703 starb.